# Mike Lebrón

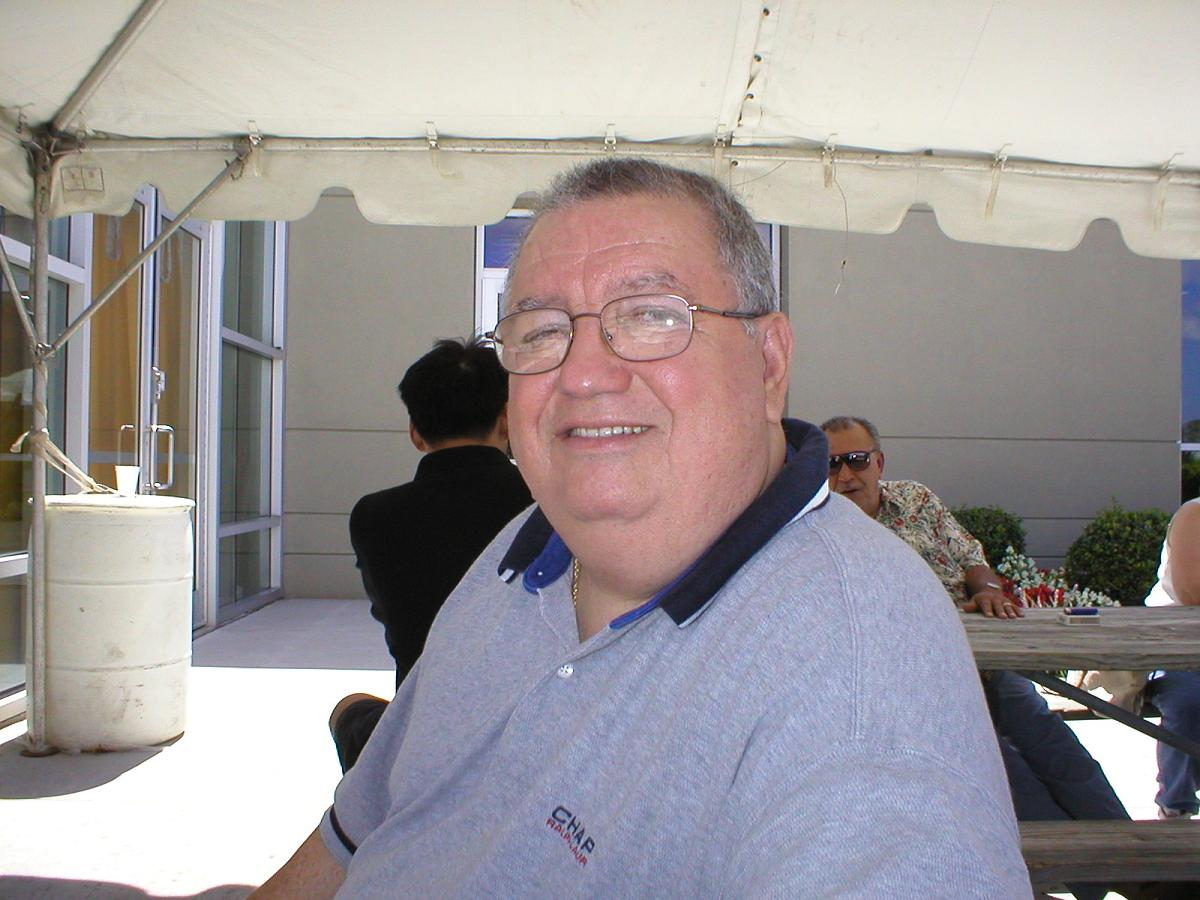
Mike Lebrón

Miguel Benjamin 'Mike' Lebrón-Laboy (Yabucoa, 31 maart 1934) is een Puerto Ricaans poolbiljarter. Hij was in 1988 de eerste speler van buiten de Verenigde Staten die het US Open Nine-ball Championship won. Lebróns bijnaam luidt Spanish Mike.
Lebrón won in '88 het US Open Nine-ball Championship door in de finale Nick Varner te verslaan. Daarmee werd hij niet alleen de eerste niet-Amerikaan ooit, maar op 54-jarige leeftijd eveneens de oudste winnaar ooit van het toernooi. Zes edities later werd Filipino Efren Reyes de tweede niet-Amerikaan.
In 1991 was Lebrón de verrassende winnaar van de eerste editie van de International Challenge of Champions. Verrassend, daar de bookmakers twintig Amerikaanse dollars uitbetaalden voor elke dollar inzet op toernooiwinst voor de Puerto Ricaan.
Lebrón maakt begin 21e eeuw nog steeds deel uit van de International Pool Tour.

## Toernooizeges
- Glass City Open 1992
- International Challenge of Champions 1991
- Glass City Open 1990
- US Open Nine-ball Championship 1988
- Pool Hall Open 1988
- Sun Coast Open 1986